# Plukenetia lehmanniana
Plukenetia lehmanniana är en törelväxtart som först beskrevs av Ferdinand Albin Pax och Käthe Hoffmann, och fick sitt nu gällande namn av Michael J. Huft och John Wynn Gillespie. Plukenetia lehmanniana ingår i släktet Plukenetia och familjen törelväxter. Inga underarter finns listade i Catalogue of Life.